# Mont-Tremblant Champ Car Grand Prix
Mont-Tremblant Champ Car Grand Prix (в разное время также известная как Labatt Indy, Saint-Jovite 200 и Le Circuit Continental) — это один из канадских этапов ныне не существующего формулического чемпионата Champ Car.

## История соревнования
История гонок высших дивизионов чемпионатов на машинах с открытыми колёсами в Мон-Трамблане начинается в 1967 году, когда на квебекскую трассу приехал чемпионат USAC. Сотрудничество с этим серией продолжалось два года: за это время было проведено два сдвоенных этапа чемпионата.
В 1969 году этап своего формулического чемпионата привезла в Мон-Трамблан другая американская автомобильная ассоциация: SCCA. Этап её первенства на машинах класса Формула-5000 задержались в Квебеке на те же два года.
В 2007 году, спустя долгое время, одна из высших серий североамериканского формулического автоспорта вернулась в Мон-Трамблан. В Канаду приехала серия Champ Car. Владельцы трассы и руководители серии строили планы о длительном сотрудничестве, однако и эта попытка закрепиться в календаре подобных серий оказалась неудачной — перед сезоном-2008 Champ Car фактически прекратил своё существование, слившись с первенством IRL IndyCar.

### Победители гонки
Несмотря на то, что этап подолгу не задерживался в календаре ни одной из серий, одному пилоту удалось выиграть на квебекском кольце сразу четыре гонки: Марио Андретти доминировал в Мон-Трамблан в эпоху USAC, выиграв все гонки в рамках того первенства. Также на его счету три поула.

## Победители разных лет
| Сезон                        | Дата            | Гонщик          | Команда                        | Шасси           | Двигатель       | Отчёт           |
| Этап серии USAC              | Этап серии USAC | Этап серии USAC | Этап серии USAC                | Этап серии USAC | Этап серии USAC | Этап серии USAC |
| ---------------------------- | --------------- | --------------- | ------------------------------ | --------------- | --------------- | --------------- |
| 1967                         | 6 августа       | Марио Андретти  | Dean Racing Enterprises        | Brawner Hawk    | Ford            | Отчёт           |
| 1967                         | 6 августа       | Марио Андретти  | Dean Racing Enterprises        | Brawner Hawk    | Ford            | Отчёт           |
| 1968                         | 4 августа       | Марио Андретти  | Andretti Racing Enterprises    | Brawner Hawk    | Ford            | Отчёт           |
| 1968                         | 4 августа       | Марио Андретти  | Andretti Racing Enterprises    | Brawner Hawk    | Ford            | Отчёт           |
| Этап Формулы-5000            |                 |                 |                                |                 |                 |                 |
| 1969                         | 7 сентября      | Дэвид Хоббс     | н/д                            | Surtees         | Chevrolet       | Отчёт           |
| 1970                         | 1 августа       | Джордж Фоллмер  | Falconer & Dunn Racing Engines | Lotus           | Ford            | Отчёт           |
| Этап мировой серии Champ Car |                 |                 |                                |                 |                 |                 |
| 2007                         | 1 июля          | Роберт Дорнбос  | Minardi Team USA               | Panoz           | Cosworth        | Отчёт           |